# Donne - Waiting to Exhale
Donne (Waiting to Exhale) è un film del 1995 diretto da Forest Whitaker, tratto dal romanzo omonimo di Terry McMillan.

## Trama
Phoenix, anni '90. Quattro donne diventano amiche a causa della loro comune sfortuna in amore: la ragazza in carriera Savannah, la neo divorziata Bernadine, la casalinga Gloria e l’attraente Robin. I loro incontri e confidenze si svolgono durante vari Capodanno.

## Produzione
Molto parlato, è quasi un melodramma radiofonico messo in immagini, più vicino a una soap opera in chiave femminile che a un'approfondita analisi sui problemi di coppia. Rappresenta l'esordio nella regia dell'attore Whitaker. Nella pellicola gli attori Wesley Snipes e Kelly Preston fanno comparse non accreditate.

## Curiosità
Il film è conosciuto per avere un cast composto interamente da attori Afroamericani.

## Accoglienza
Sul sito Rotten Tomatoes il film ottiene il 60% delle recensioni professionali positive sulla base di 30 recensioni.